# Campionati del mondo di ciclismo su strada 2016 - Cronometro maschile Elite
La cronometro maschile Elite dei Campionati del mondo di ciclismo su strada 2016, ventitreesima edizione della prova, si disputò il 12 ottobre 2016 con partenza ed arrivo a Doha, in Qatar, su un percorso di 40 km. La vittoria fu appannaggio del tedesco Tony Martin, che terminò la gara in 44'42", alla media di 53,691 km/h, precedendo il bielorusso e detentore del titolo Vasil' Kiryenka e lo spagnolo Jonathan Castroviejo.
Sul traguardo di Doha 66 ciclisti, su 70 partenti, portarono a termine la competizione.

## Classifica (Top 10)
| Pos. | Corridore            | Squadra     | Tempo   |
| ---- | -------------------- | ----------- | ------- |
| 1    | Tony Martin          | Germania    | 44'42"  |
| 2    | Vasil' Kiryenka      | Bielorussia | a 45"   |
| 3    | Jonathan Castroviejo | Spagna      | a 1'10" |
| 4    | Maciej Bodnar        | Polonia     | a 1'16" |
| 5    | Ryan Mullen          | Irlanda     | a 1'21" |
| 6    | Rohan Dennis         | Australia   | a 1'27" |
| 7    | Yves Lampaert        | Belgio      | a 1'45" |
| 8    | Jos van Emden        | Paesi Bassi | s.t.    |
| 9    | Reto Hollenstein     | Svizzera    | a 1'51" |
| 10   | Bob Jungels          | Lussemburgo | a 1'56" |